# عباس بن موسی
عباس بن موسی کاظم از جمله فرزندان بلافصل موسی کاظم است.

## نام و تبار
عباس فرزند موسی کاظم است که از مادری ام ولد بدنیا آمده‌است.

## وثاقت و عدم وثاقت
منابع شیعی در وثاقت و عدم وثاقت عباس اختلاف دارند. شیخ طوسی در رجالش او را موثق می‌داند اما مامقانی بر خلاف شیخ این ادعا را رد می‌کند. صدوق و کلینی در کتابشان،‌ ماجرایی را از عباس بن موسی نقل می‌کنند که وی به جهت بدهی مالی، نسبت به علی بن موسی الرضا جسارت‌هایی داشته که با لطف و مهربانی علی بن موسی همراه شده‌است. همین ماجرا در تقبیح و ذم عباس بن موسی تاثیر گذاشته و تستری در قاموس الرجال با اشاره به این روایت، عباس بن موسی را از هرگونه فضیلت اخروی، محروم می‌داند. ابوالقاسم خویی نیز به نبود نام از عباس در نسخه های رجال طوسی اشاره داشته و این را سبب مورد وثوق نبودن وی در روایات می‌داند.

## سرنوشت
او با دختر محمد دیباج که فاطمه نام داشت ازدواج کرد. حاصل این ازدواج فرزندی به نام موسی بود. قاسم فرزند دیگر اوست که از کنیزی به نام علم متولد شد. برخی تعداد فرزندانش را هشت نفر ذکر کرده‌اند. براقی در تاریخ کوفه آورده٬است که حمید بن عبدالحمید -فرماندار قصر بن هبیره، به سال ۲۰۲ ه.ق و از طرف حسن بن سهل، عباس بن موسی را عامل خود در کوفه منصوب کرد تا به دستور او، برای برادرش علی بن موسی، از مردم بیعت به عمل آورد. از تاریخ مرگ وی گزارش معتبری در دست نیست. برخی منابع او را از سران وقف دانسته‌اند.

## زیارتگاه‌ها
سید مهدی قزوینی در فلک النجاة، مزار او را در کاظمین می٬داند. نمازی شاهرودی او را مدفون در بجنورد دانسته و برخی مزاری در ایران را برای او دانسته اند.